# Skanners
Gli Skanners sono una band heavy metal italiana nata a Bolzano e attiva dal 1982.

## Storia

### Anni '80
Gli Skanners si formano a Bolzano nel 1982 e nel 1983 rilasciano la prima demo. Nel 1986 esce il primo album Dirty Armada per la CGD, poi il gruppo parte per il tour in Italia e Austria.
Nel 1988 esce il secondo album del gruppo, Pictures of War sempre per la CGD e il gruppo va in tour con i grandi nomi dell'heavy metal, Motörhead, Girlschool, Saxon, Dio, Twisted Sister e Helloween e partecipano con loro al Monsters of Rock a Milano.

### Anni '90
In seguito alla chiusura della CGD nel 1988 e al successo del grunge e alla diminuzione di popolarità dell'heavy metal, il gruppo rimane inattivo per alcuni anni ma poi nel 1996 pubblica l'album The Magic Square per la Südton Records e partecipano al tour dei Deep Purple.
Nel 1998 registrano vari concerti a Bolzano e pubblicano il primo live del gruppo, Live!.

### Anni 2000
Nel 2002 realizzano il loro quarto lavoro discografico dal titolo Flagellum Dei, prodotto e distribuito dall'etichetta UNDERGROUND SYMPHONY in tutta EUROPA (e nel 2003 partecipano in Germania all'Headbangers Open Air insieme a Doomsword, Stormwarrior, Thunderstorm e Exiled. Nel 2004 partecipano al Badia Rocks in Alto Adige insieme ai Frozen Tears e Blaze.
Dopo anni di concerti ritornano in studio e pubblicano nel 2008 The Serial Healer edizione My graveyard Production.
Nel 2010 partecipano al più grande festival mondiale di heavy metal, il Wacken Open Air.
Dopo aver confermato il nome in "terra tedesca" la band si esibisce al Gods of Metal Italy 2010 assieme a Labyrinth, Infernal Poetry, Sadist, Strana Officina, Raw Power, Bulldozer, Pino Scotto.
A gennaio 2011 la band rilascia il sesto album in studio, Factory of Steel prodotto e distribuito dalla SAOL / H\'art / Zebralution.
Subito dopo l'uscita di Factory of Steel, ristampato in versione vinile da BRC records a gennaio promuovono l'album in tutta Europa, partecipando a numerosi Festival in Italia e Germania assieme a Obituary, Benediction, Crowbar, Pentagram, Deicide, Belphegor, Dezperadoz , Necrodeath e molti altri.
Nel 2013 la band festeggia i 30 anni di attività con uno spettacolo live al Teatro di S. Jakob a Bolzano, pubblicando un libro biografico dal titolo EINS ZWEI DREI METAL PARTY da parte dell'editore Crac con allegato un DVD THEIR STREET OF METAL prodotto da Riff Records contenente l'intera storia documentata in video. Per l'occasione speciale al concerto parteciparono anche gli ex componenti, che hanno contribuito alla storia degli Skanners.
Inizio anno scoppiettante per la band bolzanina che nel 2015 annuncia l'uscita del loro nuovo album CD Live + DVD,  Eins,zwei,drei, metal party , (realizzato durante il concerto a S.Jakob di Bolzano, quando festeggiarono il terzo decennio di attività), prodotto dalla Riff Metal Department e distribuito in Italia per Goodfellas e Cargo per tutta l'Europa.
La band decide di dedicare il suo ottavo album interamente al loro ex chitarrista e membro fondatore, Max Quinzio, scomparso nel febbraio del 2014.
In seguito all'uscita del loro nuovo album CD Live + DVD, Eins, zwei, drei, Metal Party la band promuove il suo lavoro con numerosi show e festival In tutta Italia e Germania condividendo il palco con band di carattere mondiale come IN FLAMES al Rock im Ring Festival IT, SAVAGE a Roma, DARK FUNERAL e VADER all'In Flammen Open Air in Germania.
Da non dimenticare che tra il 2015/2016, tra i tanti live della band spicca la data a supporto dei METAL CHURCH.
Nel 2016 dopo i vari cambiamenti dietro le quinte (creazione del sito ufficiale, contratti agenzie/manager) la band decide di chiudersi in studio per la stesura del nuovo album.
Nel 2017 gli Skanners vengono confermati al COLONY Open air e al IN FLAMMEN Open Air con band del calibro di: Morbid Angel, Death Angel, Asphyx, Hell, Belphegor e Marduk, Benediction, Sinister, Holy Moses, Kreator.
Nel 2018 La band registra il nuovo album Temptation nello SKY studio di Monaco (DE) mixato e masterizzato nell ALPHA e OMEGA studio di Como (IT).
Nel 2019 la band rilascia il nuovo album Temptation distribuito dal 26 Aprile in Europa via Self Distribuzione Milano e Code 7 /Plastic Head UK per l’etichetta ALPHA Omega Records.
Nell’estate del 2019 la band inizia il tour di Temptation condividendo il palco con ANTHRAX,GRIM REAPER e DORO PESCH (Russian tour) e suonando in numerosi Festival europei.
In occasione del 35º anniversario discografico della band e dell’imminente 40esimo dalla formazione, nel 2021 Music for the Masses annuncia l’accordo con la band per la pubblicazione del primo Greatest Hits che ripercorre tutta la carriera discografica del gruppo,in uscita il 22 ottobre in formato CD, contiene 16 tracce, che vanno a pescare in tutto il loro florido repertorio disegnando una vera e propria biografia della band in Musica:
nell’album, è presente il brano inedito, registrato per l’occasione, intitolato ‘Under The Grave’.
L’album è distribuito in Italia da Egea Music, in Europa da Code 7, in USA da Sleaszy Rider Records ed in Giappone da Wormholedeath Japan oltre che da Music For The Masses Distro e presente su tutte le piattaforme digitali con la seguente tracklist:
01. Tv Shock (Dirty Armada)
02. Rock Rock City (Dirty Armada)
03. Starlight (Dirty Armada)
04. Pictures Of War (Pictures Of War)
05. Turn It Louder Now (Pictures Of War)
06. Wild (Pictures Of War)
07. Undertaker (The Magic Square.)
08. Metal Party (The Magic Square)
09. Flagellum Dei (Flagellum Dei)
10. Time Of War (Flagellum Dei)
11. Soul Finder (Serial Healer)
12. Welcome To Hell (Serial Healer)
13 Factory Of Steel (Factory Of Steel)
14. Hard And Pure (Factory Of Steel)
15. The Eye (Temptation)
16. Under The Grave (Unreleased Track).
Nel 2022 la band celebra i 40 anni di carriera con vari concerti live in Italia ed Europa culminando i festeggiamenti per l’ambito traguardo con uno special show (sold out!) a Bolzano sabato 17 Dicembre al Teatro Cristallo davanti ad una folta platea sciorinando in 2 ore tutti i classici con una prova adrenalinica probabile release di un futuro terzo live.

## Formazione

### Formazione attuale
- Claudio Pisoni - voce
- Christian Kranauer - batteria
- Tomas Valentini - basso
- Fabio Tenca - chitarra
- Walther Unterhauser - chitarra

### Ex componenti
- Massimo Quinzio - chitarra
- Corrado Gasser - basso
- Renato Olivari - basso
- Luigi Sandrini - batteria
- Jack Alemanno - batteria
- Claudio Vanzetta - batteria
- Thomas Grotto - batteria
- Daniele Degiampietro - batteria
- Mirko Montresor - batteria
- Dino Lucchi - chitarra, basso
- Davide Odorizzi - batteria
- Roberto Vajente - basso

## Discografia[3]
- 1986 - Dirty Armada
- 1988 - Pictures of War
- 1996 - The Magic Square
- 2002 - Flagellum Dei
- 2008 - The Serial Healer
- 2011 - Factory of Steel
- 2019 - Temptation
- 2021 - Greatest Hits

EP
- 2017 - In Flammen

Live
- 1998 - Live!
- 2015 - Eins Zwei Drei Metal Party